# おっぱいナース! 〜白衣の搾乳病棟〜
『おっぱいナース! 〜白衣の搾乳病棟〜』（おっぱいナース はくいのさくにゅうびょうとう）は、日本のアダルトゲームブランド・スワンが2008年2月29日に発売した18禁アドベンチャーゲーム。
有限会社アセンドアイの廉価版ブランドの一つ・スワンの第5作。本作も他のスワン作品と同様に吉里吉里2をゲームエンジンに使用しているが、2007年以前の作品からデザインやシステム部分に若干の変更が見られる。
本作のヒロインは2名とも母乳を分泌する描写が含まれているが、これは妊娠に伴うものではなく「妊婦に対する母乳の分泌促進マッサージを練習していたら出るようになってしまった」と説明されている。
2024年11月7日には、サイバーステップのノベルゲームブランド「PandaShojo」から、『恋のナースコール Nurse Call』という題名で全年齢向け作品として発売された。

## 登場人物
藤井 昌俊（ふじい まさとし）
主人公。医療機器のセールスマンとして各地の病院を回っていたが居眠り運転で事故を起こして負傷し、入院を余儀なくされる。
真鍋 明希（まなべ あき）
昌俊が入院した病院の新米ナース。琴美以上の人並み外れた巨乳にコンプレックスを抱いている。
本条 琴美（ほんじょう ことみ）
明希の先輩に当たるナース。かなりの巨乳。献身的で患者の評判も上々。後輩の明希を可愛がっている。

## スタッフ
- シナリオ - 南条巴
- 原画 - くるみみかん
- 音楽 - Arp